# Chantillac
Chantillac település Franciaországban, Charente megyében. Lakosainak száma 372 fő (2022. január 1.). Chantillac Baignes-Sainte-Radegonde, Bran, Chatenet, Chevanceaux, Mérignac, Messac, Le Pin, Vanzac és Bors községekkel határos.

## Népesség
A település népessége az elmúlt években az alábbi módon változott:
| Lakosok száma | 451  | 332  | 319  | 279  | 301  | 320  | 332  | 347  | 356  | 372  |
|               | 1968 | 1982 | 1990 | 2006 | 2013 | 2015 | 2017 | 2019 | 2020 | 2022 |